# 臺北市內湖區內湖國民小學
25°04′47″N 121°34′49″E / 25.079668°N 121.580406°E
臺北市內湖區內湖國民小學（簡稱內湖國小）是臺北市內湖區的一所市立國民小學，鄰近碧湖公園，學校源自1905年設立的「錫口公學校內湖分校」。

## 校史
內湖國小最初為1905年11月15日設立的「錫口公學校內湖分校」，位在臺北廳芝蘭一堡內湖庄土名港墘，校地來自當地居民捐贈的內湖大埤周邊田地。在1911年時，內湖分校有男學生141人，女學生5人，共計146人，學區包含內湖庄、新里族庄、北勢湖庄。考量當地的學事和產業逐漸發展，加上新校舍及教職員宿舍在1911年完工，錫口公學校學務委員陳能記、李毓、陳邦珠、陳春桃，及內湖區長郭華瑞、錫口區長事務取扱陳茂松、南港區長事務取扱周咸熙在1911年12月20日向當局申請將內湖分校獨立，設置「內湖公學校」。1913年4月1日，設立「內湖公學校」。1941年4月1日，學校配合國民學校令實施而改制為「內湖國民學校」，當時的地址為臺北州七星郡內湖庄字內湖山腳3735番地-4。內湖國民學校之後在1942年設置高等科，1943年設置「東湖分教場」，1945年設置「洲尾分教場」。
二戰後，學校在1946年成為臺北縣立內湖國民學校，而東湖及洲尾分教場分別獨立為五分國民學校（今東湖國小）、潭美國民學校（今潭美國小）。1958年8月，設立「碧湖分班」，隔年改為「碧湖分校」。1961年8月，碧湖分校改為「碧湖國民學校」（今碧湖國小）。1968年7月1日，臺北縣內湖鄉改為臺北市內湖區，學校亦在同年配合九年國民義務教育實施，更名為「臺北市內湖區內湖國民小學」。